# Grågrön busksmyg
Grågrön busksmyg (Aethomyias arfakianus) är en fågel i familjen taggnäbbar inom ordningen tättingar.

## Utseende och läte
Grågrön busksmyg är en liten tätting med vitaktig buk, ljusgrått huvud och grönaktiga vingar. På bröstet syns ljust gråaktig anstrykning med svaga streck som avgränsas av en vitaktig strupe. Arten förekommer jämsides andra busksmygar som vogelkopbusksmyg, ljusnäbbad busksmyg och sepikbusksmyg, men grågrön busksmyg har olivgrön snarare än varmbrun ovansida. Sången består av en gnisslig serie toner följt av ett stigande och fallande "chi-doo! chi-doo! chi-doo!". Bland lätena hörs olika raspiga och nasala toner samt tjattrande ljud.

## Utbredning och systematik
Fågeln förekommer i bergiga regnskogar på Nya Guinea. Den behandlas som monotypisk, det vill säga att den inte delas in i några underarter.

### Släktestillhörighet
Arten placeras traditionellt i släktet Sericornis, men genetiska studier visar att det inte är monofyletiskt. Sericornis delas därför allt oftare upp i flera mindre släkten, varvid denna art placeras i Aethomyias.

## Levnadssätt
Grågrön busksmyg hittas inne i lägre liggande bergsskogar. Den födosöker aktivt i smågrupper bland grenar och lövverk på jakt efter insekter.

## Status och hot
Arten har ett stort utbredningsområde, men tros minska i antal, dock inte tillräckligt kraftigt för att den ska betraktas som hotad. Internationella naturvårdsunionen IUCN listar arten som livskraftig (LC).